# 联乡
联乡（藏語：ལྷན་，威利转写：lhan），是中华人民共和国西藏自治区日喀则市桑珠孜区下辖的一个乡镇级行政单位。

## 行政区划
联乡下辖以下地区：
塔布村、达竹村、卓村、恰果村、雪仲村、赤雄村、柳吾村、珠西村、拉孜贡村、普奴村、同拉村、达庆村、帕索村、布热村、其林村和差吾庆村。